# 養父車站
養父車站（日语：／ Yabu eki */?）是一由西日本旅客鐵道（JR西日本）所經營的鐵路車站，位於日本兵庫縣養父市，是山陰本線沿線車站之一，隸屬於近畿統括本部的管轄範圍。雖然是以所在地城市名稱命名，但養父市真正的主車站其實是隔鄰的八鹿車站。

## 車站結構
島式月台1面2線的地面車站。一線貫通配置但沒有Y字分岐，以月台分別方向。站舍位於軌道東側，月台以跨線天橋連絡。通過列車須減速通過。

### 月台配置
| 月台 | 路線     | 方向 | 目的地                 |
| ---- | -------- | ---- | ---------------------- |
| 1    | 山陰本線 | 上行 | 和田山、京都、大阪方向 |
| 2    | 山陰本線 | 下行 | 豐岡、城崎溫泉方向     |

## 使用情況
根據「兵庫縣統計書」，2016年（平成28年）度1日平均上車人次為76人。
近年1日平均上車人次如下表。
| 年度   | 1日平均 上車人次 |
| ------ | ---------------- |
| 2000年 | 178              |
| 2001年 | 170              |
| 2002年 | 151              |
| 2003年 | 156              |
| 2004年 | 146              |
| 2005年 | 141              |
| 2006年 | 139              |
| 2007年 | 134              |
| 2008年 | 124              |
| 2009年 | 109              |
| 2010年 | 116              |
| 2011年 | 97               |
| 2012年 | 99               |
| 2013年 | 92               |
| 2014年 | 80               |
| 2015年 | 84               |
| 2016年 | 76               |

## 相鄰車站
西日本旅客鐵道
 山陰本線
■快速、■普通
和田山－養父－八鹿

## 外部連結
- 養父｜車站資訊：JR出門網 - 西日本旅客鐵道